# Sysslomansgatan, Uppsala

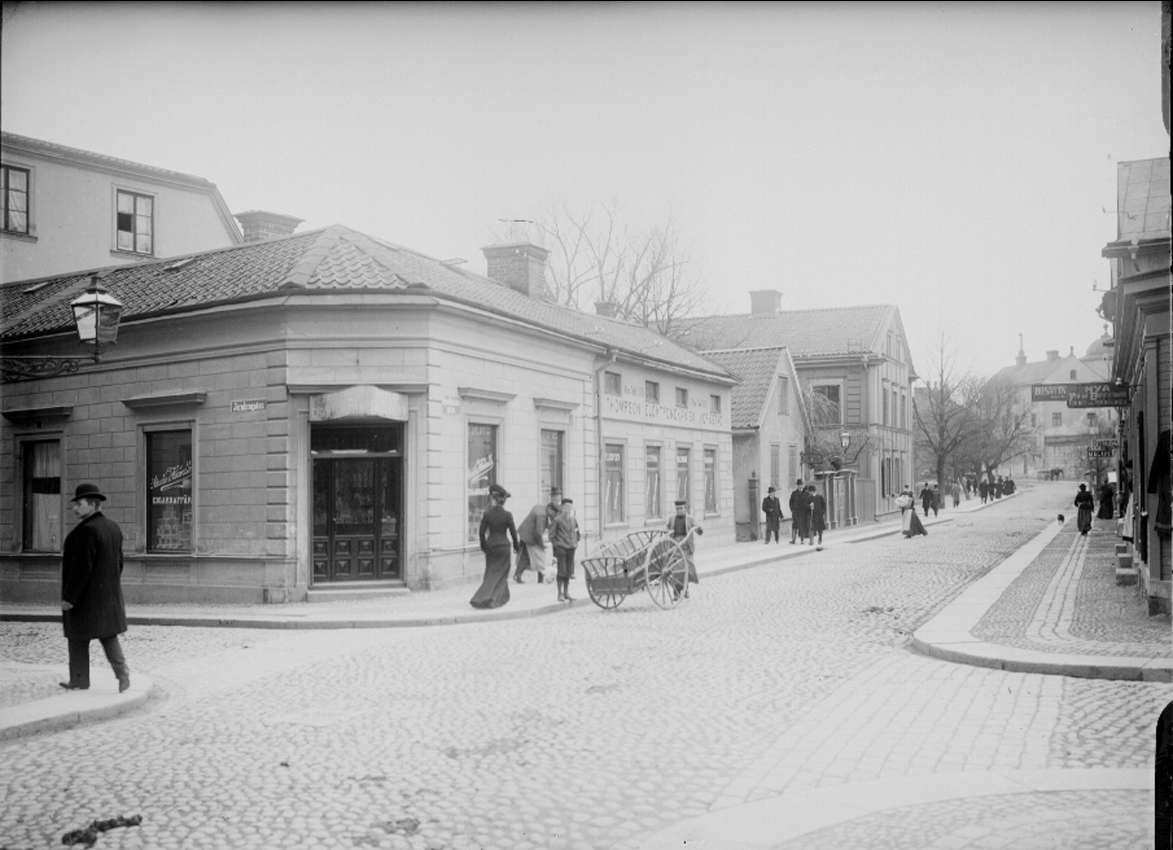
Kvarteret Karin vid Sysslomansgatan, 1902.

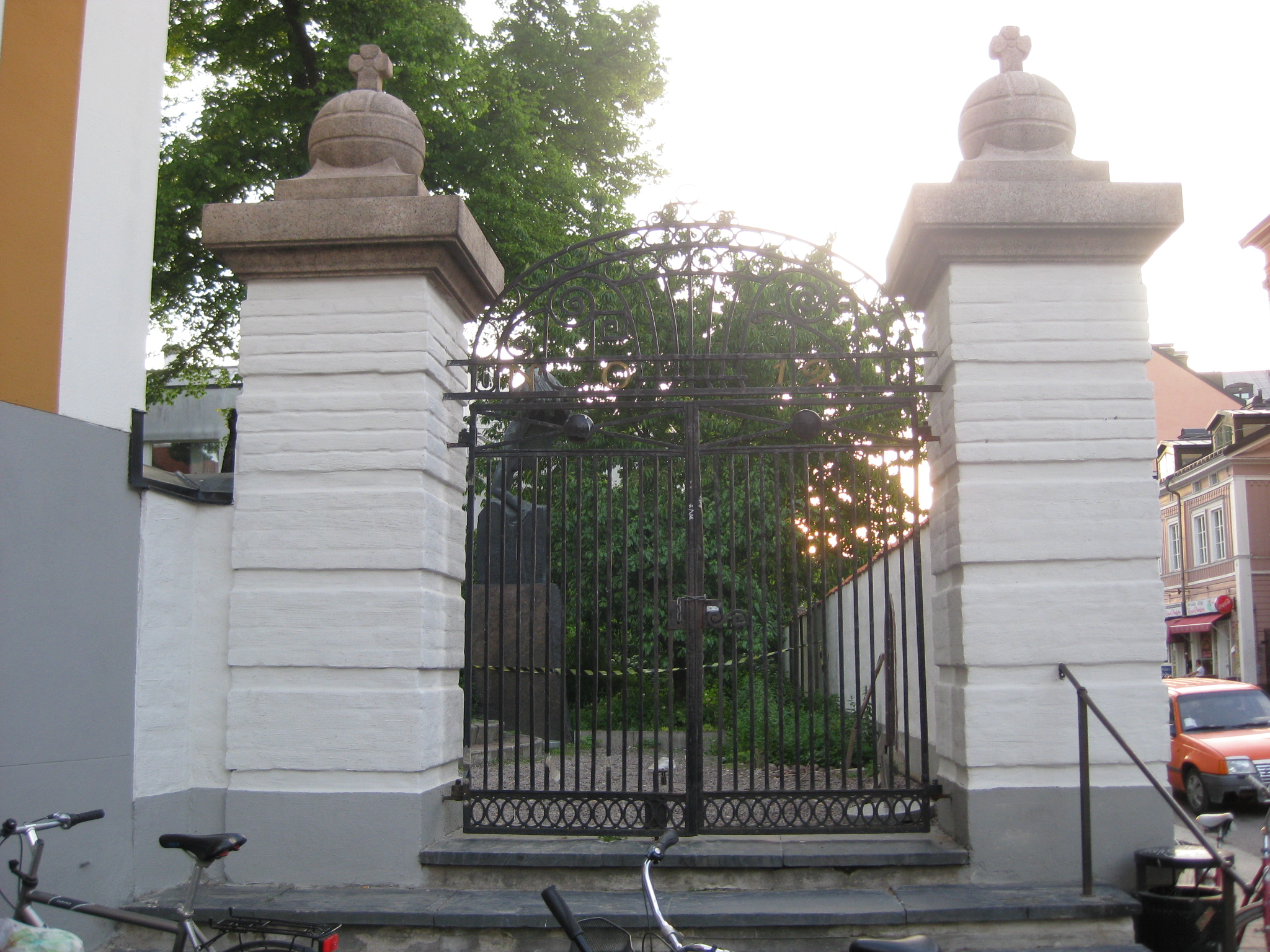
Uplands nations grind på Sysslomansgatan 12 i Uppsala. Muren och grindarna är formgivna av arkitekten Evert Milles, konstnären Carl Milles halvbror.

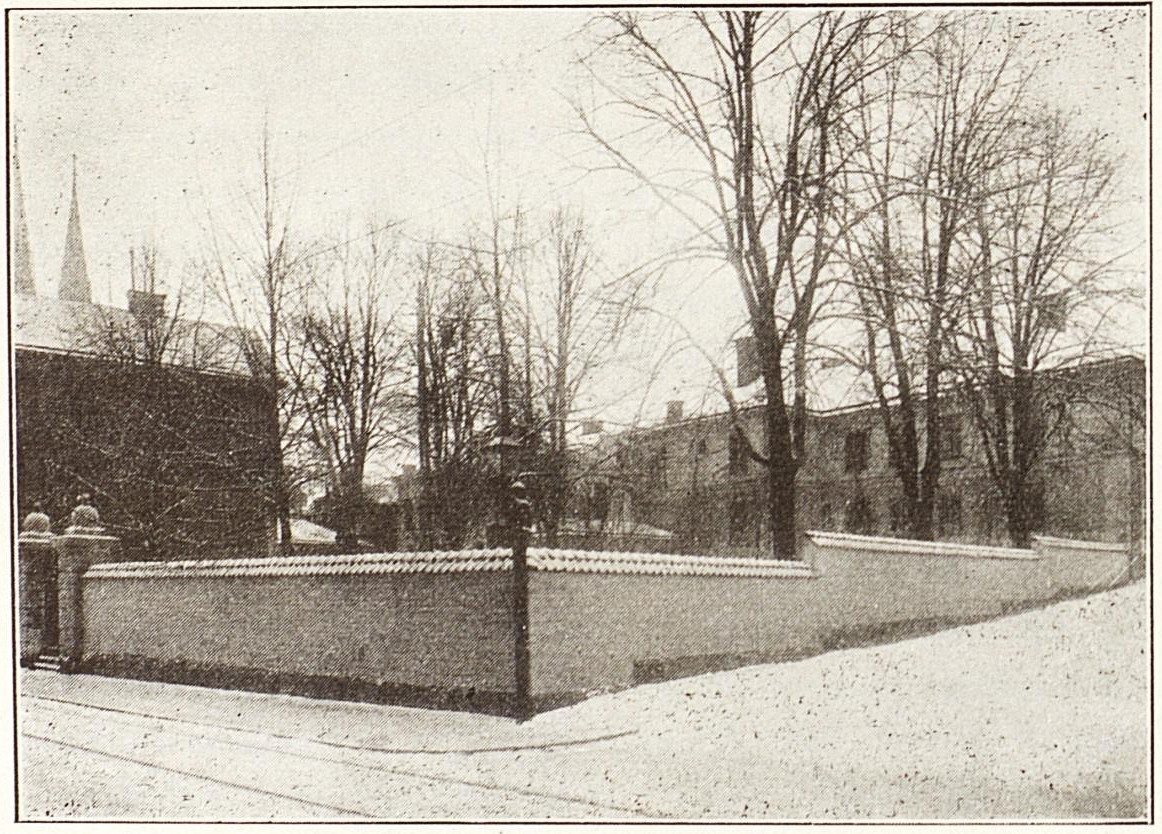
Uplands nation 1914. Exteriörbild från hörnet Sysslomansgatan/Lutgränd.

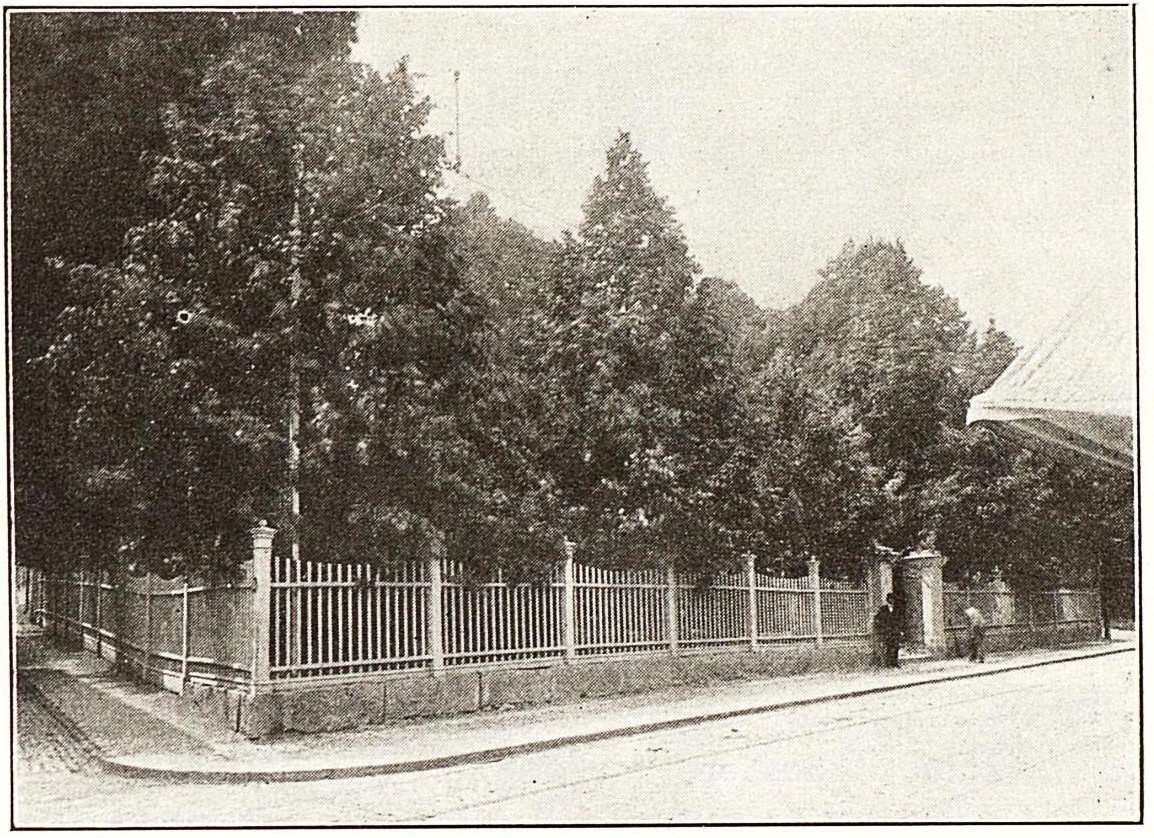
Sysslomansgatan och Uplands nations trädgård i början av 1900-talet.

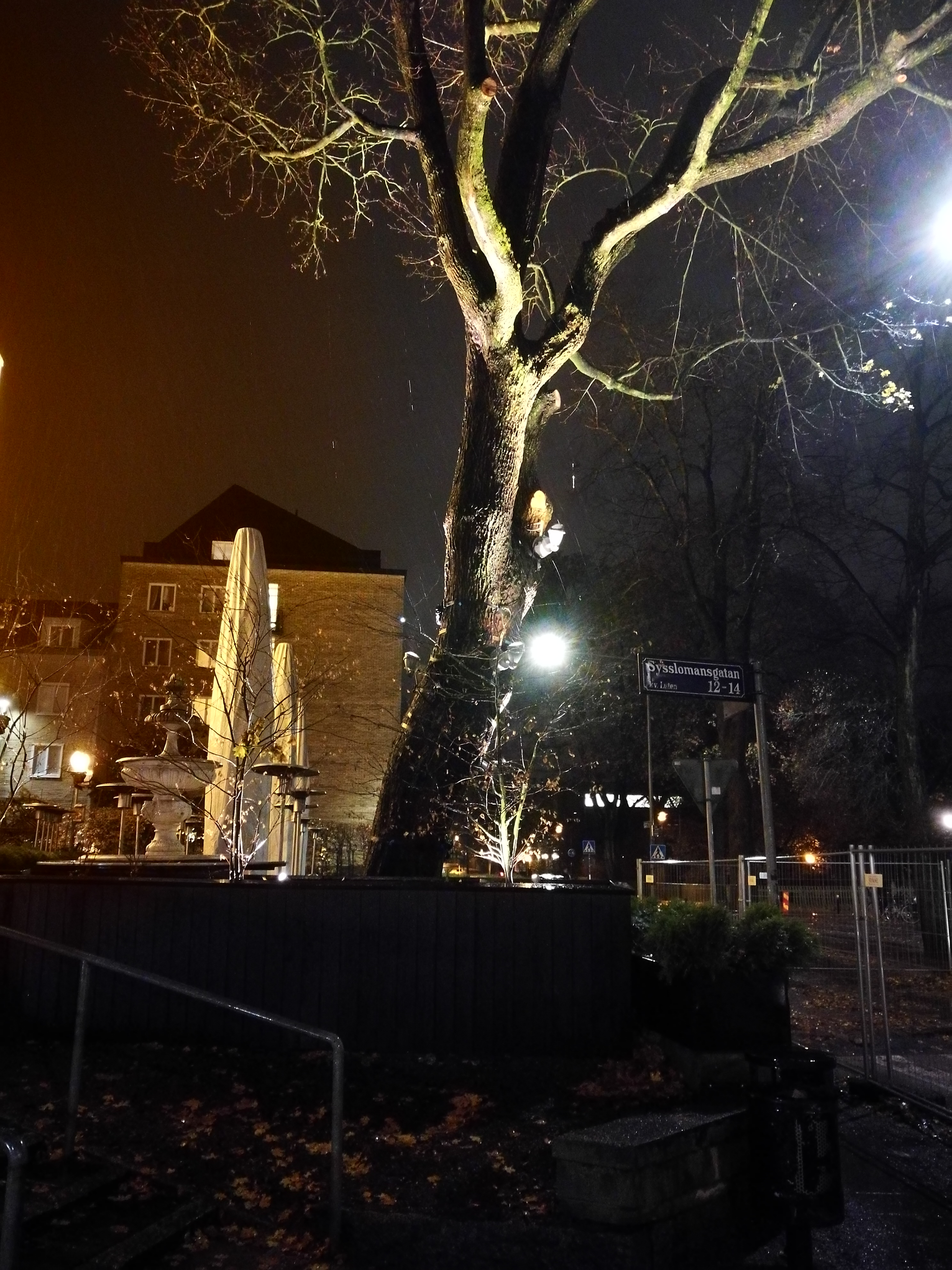
Korsningen Skolgatan–Sysslomansgatan.

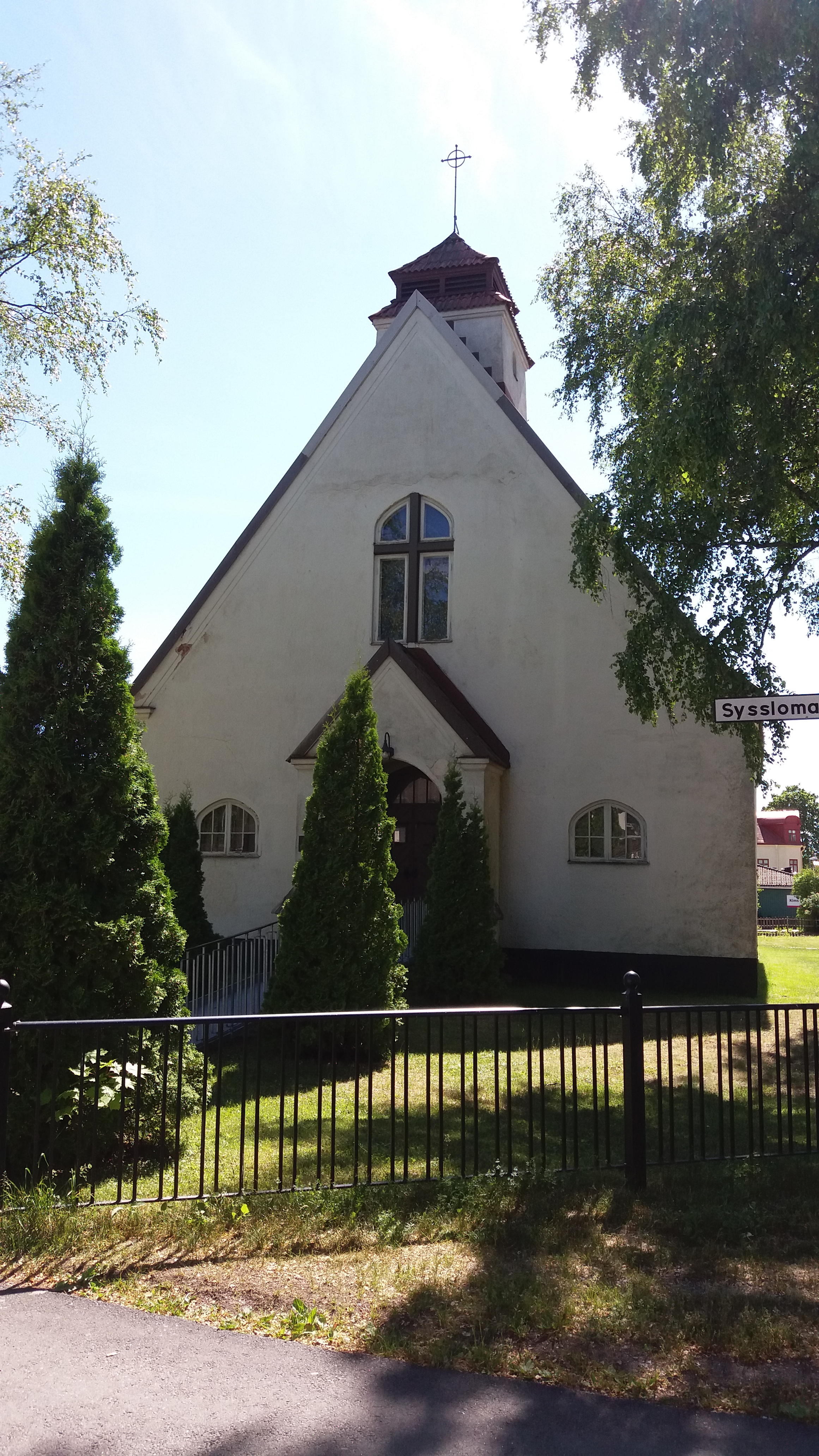
Aposteln Paulus grekisk-ortodoxa kyrka. Sysslomansgatan 46.

Sysslomansgatan är en gata i Uppsala i Uppland. Namnet på denna gatusträckning är känt sedan 1640-talet medan gatan torde vara medeltida. Sysslomansgatan avslutades ursprungligen vid Skolgatan där Uppsalas nordvästra tull, Börjetulls föregångare var belägen, och härifrån fortsatte landsvägen norrut mot Börje och Jumkil. Namnet erinrar om att domkyrkosysslomannen i Uppsala ända fram till 1890-talet hade sin tjänstebostad i "Sysslomansgården" (nu riven) vid gatan i dess sydöstra hörn mot S:t Johannesgatan. En minnestavla på huset visar dess läge.
Gatan utgör en, av flera, länkar för trafiken väster om Fyrisån i centrala Uppsala och är öppen för all sorts dubbelriktad trafik. 

## Utsträckning
Sysslomansgatan löper mellan S:t Eriks torg i Fjärdingen till Dalgatan i Luthagen. Före stadsbranden 1809 löpte Sysslomansgatan endast från Sankt Olofsgatan men sträckningen drogs efter återuppbyggnaden om ända till S:t Eriks torg.
I samband med att Smålands nation och Göteborgs Nation byggde nya nationshus vid sina tomter i kvarteret S:t Brita under sena 1950-talet kom Sysslomansgatan att breddas längs gatans västra sida mellan S:t Olofsgatan och Skolgatan. Även mark från Uplands nation drogs in till gatubreddningen varvid nationen som kompensation erhöll hela Lutgränd vilken sedan dess lagts igen och numer utgör en del av nationens fastighet. Även vid senare skeenden har gatan breddats mot S:t Eriks torg och mot Luthagsesplanaden i samband med fastighetsbyggen under 1960-1970-talen.

## Byggnader, parker och kvarter
Sysslomansgatan 1 är Walmstedtska gården, som blev klar 1860 och byggdes som professorsbostad.
Vid S:t Eriks torg ligger konsistoriehuset och vid korsningen med Sankt Olofsgatan ligger det anrika konditoriet Ofvandahls samt Kyrkans hus. Konsistoriehuset känns igen från Ingmar Bergmans film Fanny och Alexander. Längre norrut löper Sysslomansgatan förbi Kvarteret Rudan där domkyrkans syssloman tidigare bodde samt Uplands nation och Kvarteret Ånäbben. Strax norrut ligger Västmanlands-Dala nation. Därefter passeras Skolgatan vid Börjeparken där Nils Sjögrens staty av Finn Malmgren kan hittas. Därefter korsas Luthagsesplanaden och Ringgatan. 
Under spårvägstiden i Uppsala 1906-1953 gick en linje längs Sysslomansgatan. En kontaktledningsstolpe finns kvar vid Sysslomansgatans slut vid Dalgatan (f.d. Norra station).